# Шапеко
Шапеко (порт. Chapecó) — місто у Бразилії, штат Санта-Катарина. Площа — 113,24 км², населення становить 188 998 осіб (2015). Входить до складу однойменного мікрорегіону.

## Уродженці
- Сісеро Мораіс (* 1982) — бразильський дизайнер.